# پریسویا
پریسویا (به لاتین: Prisoja) یک منطقهٔ مسکونی در مونته‌نگرو است که در شهرداری آندریژویکا واقع شده‌است. پریسویا ۳۳۹ نفر جمعیت دارد.